# Microsoft Windows Nashville
Microsoft Windows Nashville （ナッシュビル）とは、1996 年にリリースされる予定だったMicrosoft Windowsのキャンセルされたリリースのコード名である。
当初はCleveland（クリーブランド）というコード名で呼ばれていた。

## 解説
Nashville は、 Netscape Navigatorとの競争力を高めるために、 Windows とInternet Explorerのより緊密な統合に重点を置いたマイナーリリースとなる予定だった。
Microsoft は、NashvilleではInternet Explorer 3.0 の新機能を基盤として、 Windows 95 および Windows NT 4.0にインターネット統合機能が追加されると発表した(リリースはナッシュビルの数か月前に予定されています)。その機能には、ファイル エクスプローラと Web ブラウザーの組み合わせ、 ActiveXテクノロジを使用して Internet Explorer 内からMicrosoft Officeドキュメントをシームレスに開く機能、通常の静的な壁紙の代わりに動的なWeb ページをデスクトップに直接配置する方法などが含まれていた。

Windows Nashville

## ビルド
漏洩したビルドのバージョン番号は 4.10.999 でした このプロジェクトは最終的にキャンセルされ、代わりに Windows 95 OSR2 が暫定リリースとして出荷されました。その後、コードネーム「Nashville」はInternet Explorer 4.0 に同梱されるWindows デスクトップ アップデートに再利用され、ナッシュビルに約束された機能のほとんどが提供されました。Athena PIM アプリケーションは、1996 年に IE3 とともにMicrosoft Internet Mail and Newsとしてリリースされ、 1997 年の IE4 では Outlook Expressに名前が変更されました。